# Trottoarkaféet

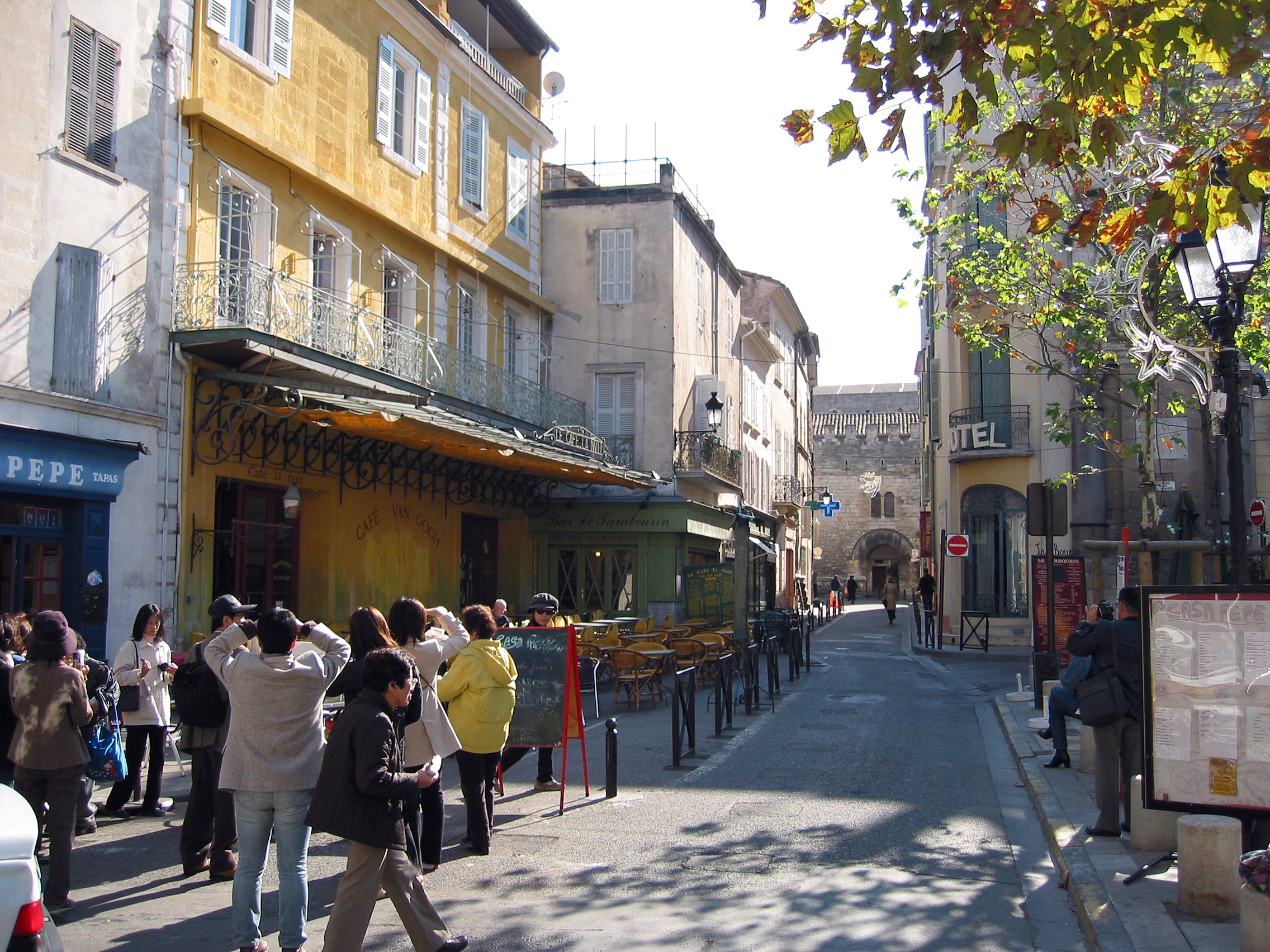
Fotografi på "Trottoarkaféet" i Arles (2006).

Trottoarkaféet (franska: Terrasse du café le soir, Terrasse de café sur la place du Forum) är en oljemålning av den nederländske konstnären Vincent van Gogh från 1888. Målningen är idag utställd på Kröller-Müller Museum i Otterlo i östra Nederländerna. 
I februari 1888 bosatte sig van Gogh i "Gula huset" i Arles i södra Frankrike. Här åstadkom han under ett år en ofattbart omfattande och mångfasetterad skatt av målningar. Trottoarkaféet ligger vid Place du Forum i Arles gamla kvarter. Dess  namn är idag Cafe Van Gogh. Målningen tillkom i oktober 1888, strax före Paul Gauguin kom för att besöka van Gogh. Två månader levde de tillsammans i Arles. Samarbetet avbröts efter en hetsig ordväxling, efter vilken van Gogh rusade hemifrån, skar av sig en örsnibb och måste omhändertas. Gauguin återvände genast till Paris och van Gogh skrevs i maj 1889 på egen begäran in på mentalsjukhuset i Saint-Rémy-de-Provence.